# Antoni Złotnicki (literat)
Antoni Złotnicki (ur. 1857, zm. 1924) — polski lekarz, literat i filozof. 

## Życiorys
Od 1879 roku przebywał na emigracji w Paryżu. Wrócił do kraju w 1898. Zyskał rozgłos jako współpracownik wielu pism.
Główne prace: Człowiek, istota jego i przyszłość (1898), Z tajemnicy duszy (1901), Z zagadnień życia (1902) i Dokąd? Rzut oka w przyszłość (1907)
Członek Gminy Narodowo-Socjalistycznej w 1888.